# Христо Божков
Христо Александров Божков е български просветен деец, общественик и революционер, деец на Вътрешната македоно-одринска революционна организация.

## Биография
Христо Божков е роден в 1889 година в Дупница. Брат е на журналиста Георги Божков. Влиза във ВМОРО и в 1905 година става четник при Кръстьо Българията.
Работи като учител.
При избухването на Балканската война в 1912 година е доброволец в Македоно-одринското опълчение, служи в струмишка чета и 13-а кукушка дружина. Награден е с кръст „За храброст“.
Участва в Първата световна война като запасен подпоручик, взводен командир в Пети пехотен македонски полк и адютант на бригада в Единадесета пехотна македонска дивизия. За бойни отличия и заслуги във войната е награден с военен орден „За храброст“, IV степен и сребърен медал „За спасяване на погибающи“.
През 1923 година като делегат от Видинското македонско благотворително братство е участник в разговорите на Съюза на македонските емигрантски организации за обединението на МФРО с неутралните братства.
Издава две книги, „Отломки“ (1917) съдържа стихотворения и разкази от македонския фронт през Първата световна война и „Македонското освободително движение“ (1922). През 1926 година издава вестник „Видинска селска дума“. Божков е един от основателите на Дома на изкуствата и печата във Видин.